# Dlouhá Ves (Plzeň)
Dlouhá Ves è un comune della Repubblica Ceca facente parte del distretto di Klatovy, nella regione di Plzeň.